# Шолда (приток Тошни)
Шолда, Шолда-1 — река в России, протекает по Вологодской области, в Вологодском районе. Устье реки находится в 4 км от устья Тошни по правому берегу. Длина реки составляет 15 км.
Шолда берёт начало у деревни Коровайцево (Спасское сельское поселение). Течёт на север, за 2 километра до устья принимает слева единственный крупный приток, который согласно данным государственного водного реестра России называется также Шолда. Во избежание путаницы Шолда, приток Тошни, зачастую именуется Шолда-1, а её приток — Шолда-2.
На берегах расположена деревня Анциферово (правый берег, Спасское сельское поселение), Рогозкино (правый берег, Лесковское сельское поселение), Спирино и Закрышкино (левый берег, Лесковское сельское поселение).
Впадает в реку Тошня на западных окраинах Вологды, четырьмя километрами выше впадения самой Тошни в Вологду. Относится к рекам с высоким уровнем загрязнённости.

## Данные водного реестра
По данным государственного водного реестра России относится к Двинско-Печорскому бассейновому округу, водохозяйственный участок реки — Северная Двина от начала реки до впадения реки Вычегда, без рек Юг и Сухона (от истока до Кубенского гидроузла), речной подбассейн реки — Сухона. Речной бассейн реки — Северная Двина.
Код объекта в государственном водном реестре — 03020100312103000006547.